# 安德列氏胸翼鱼
安德列氏胸翼魚，為輻鰭魚綱水珍魚目後肛魚科的其中一種，為深海魚類，分布於太平洋菲律賓海海域，體長可達6.3公分，生活習性不明。